# Grammy Award for Best Classical Crossover Album
Der Grammy Award for Best Classical Crossover Album, auf Deutsch „Grammy-Auszeichnung für das beste klassische Crossover-Album“, ist ein Musikpreis, der von 1999 bis 2011 von der amerikanischen Recording Academy im Bereich der klassischen Musik verliehen wurde.

## Geschichte und Hintergrund
Die seit 1959 verliehenen Grammy Awards werden jährlich in zahlreichen Kategorien von der Recording Academy in den Vereinigten Staaten vergeben, um künstlerische Leistung, technische Kompetenz und hervorragende Gesamtleistung ohne Rücksicht auf die Album-Verkäufe oder Chart-Position zu würdigen.
Eine dieser Kategorien war der Grammy Award for Best Classical Crossover Album. Der Preis wurde von 1999 bis 2011 vergeben und wurde ab 2012 im Rahmen einer umfassenden Überarbeitung der Grammy-Kategorien eingestellt.

## Gewinner und Nominierte
| Jahr | Gewinner | Nationalität                                         | Werk | Nominierte | Bild des/der Gewinner(s) |
| ---- | --- | ---------------------------------------------------- | --- | ---------- | ------------------------ |
| 1999 | Jorge Calandrelli (Dirigent) und Yo-Yo Ma | Argentinien Vereinigte Staaten                       | Soul of the Tango - The Music of Ástor Piazzolla                                                            |            |                          |
| 2000 | The Chestnut Brass Company & Peter Schickele | Vereinigte Staaten                                   | Peter Schickele: Hornsmoke (Klavierkonzert Nr. 2 in F-Dur "Ole"; Brass Calendar; Hornsmoke - A Horse Opera) |            |                          |
| 2001 | Yo-Yo Ma, Edgar Meyer und Mark O’Connor Steven Epstein (Produzent), Richard King (Toningenieur)                                                                                                  | Vereinigte Staaten                                   | Appalachian Journey                                                                                         |            |                          |
| 2002 | Béla Fleck (Produzent und Interpret), Joshua Bell, Evelyn Glennie, Gary Hoffman, Edgar Meyer, Chris Thile und John Christopher Williams Edgar Meyer (Produzent), Robert Battaglia (Toningenieur) | Vereinigte Staaten Vereinigtes Königreich Australien | Perpetual Motion                                                                                            |            |                          |
| 2003 | André Previn (Dirigent) und das London Symphony Orchestra Sid McLauchlan (Produzent), Richard Lancaster und Ulrich Vette (Toningenieure)                                                         | Vereinigte Staaten Vereinigtes Königreich            | Previn Conducts Korngold (Sea Hawk; Captain Blood, etc.)                                                    |            |                          |
| 2004 | Jorge Calandrelli (Dirigent) und Yo-Yo Ma | Argentinien Vereinigte Staaten                       | Obrigado Brazil                                                                                             |            |                          |
| 2005 | Los Angeles Guitar Quartet | Vereinigte Staaten                                   | LAGQ’s Guitar Heroes                                                                                        |            |                          |
| 2006 | Turtle Island String Quartet und Ying Quartet | Vereinigte Staaten                                   | 4 + Four |            |                          |
| 2007 | Bryn Terfel, London Voices und London Symphony Orchestra | Vereinigtes Königreich                               | Simple Gifts                                                                                                |            |                          |
| 2008 | Turtle Island String Quartet | Vereinigte Staaten                                   | A Love Supreme: The Legacy of John Coltrane                                                                 |            |                          |
| 2009 | The King’s Singers | Vereinigtes Königreich                               | Simple Gifts                                                                                                |            |                          |
| 2010 | Yo-Yo Ma | Vereinigte Staaten                                   | Songs of Joy & Peace                                                                                        |            |                          |
| 2011 | Christopher Tin, Lucas Richman (Dirigent) John J. Kurlander (Toningenieur/Mixer) und Bill Hare (Toningenieur)                                                                                    | Vereinigte Staaten                                   | Calling All Dawns                                                                                           |            |                          |